# John Gieve

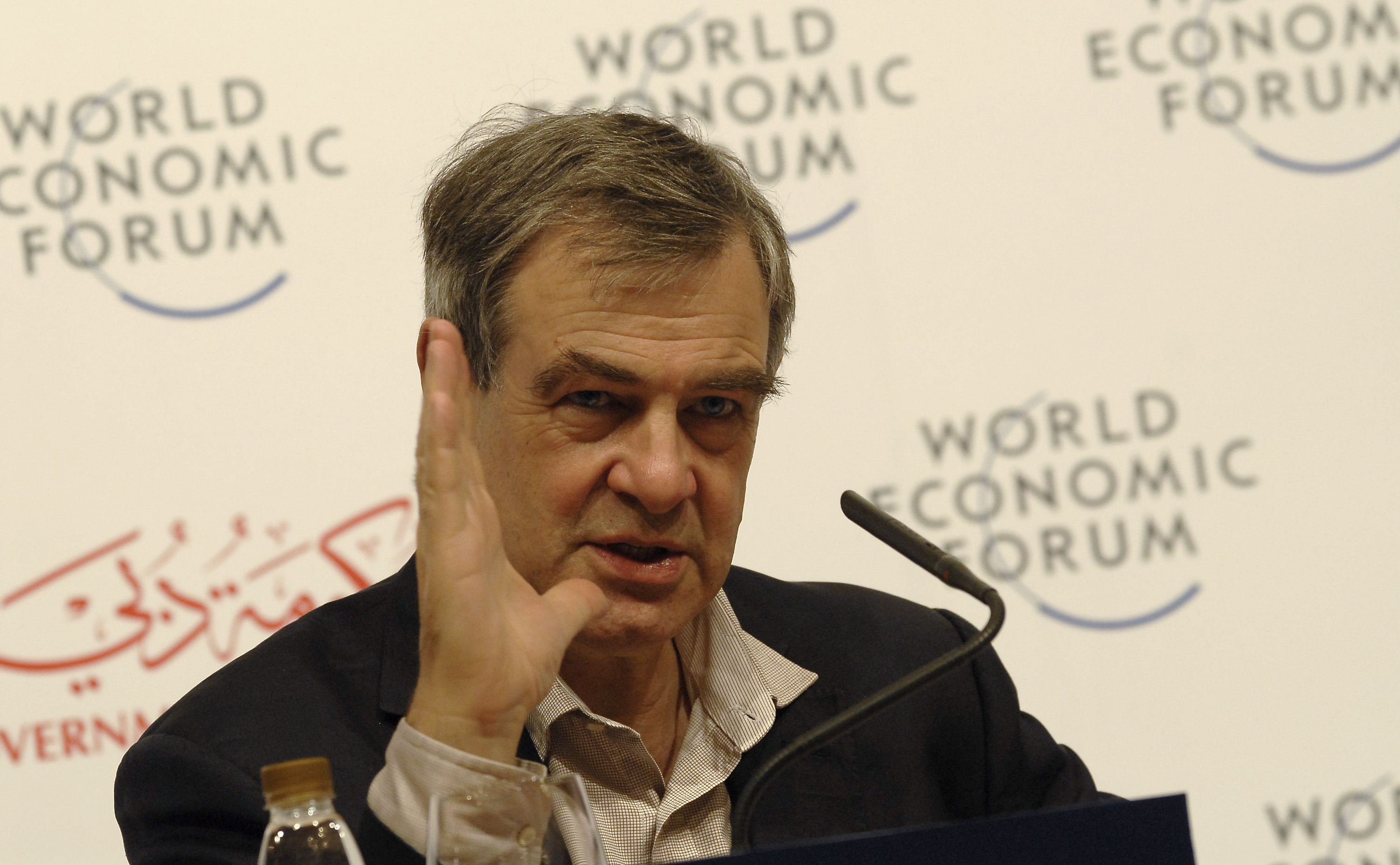
Gieve auf dem Weltwirtschaftsforum 2008 zur Globalen Agenda in Dubai.

Sir Edward John Watson Gieve, KCB (* 20. Februar 1950) ist ein ehemaliger britischer Beamter, der von 2006 bis 2009 als stellvertretender Gouverneur für Finanzstabilität der Bank of England und Mitglied des Monetary Policy Committee war.

## Karriere
John Gieve diente von 2001 bis 2005 als Ständiger Unterstaatssekretär im Innenministerium des Vereinigten Königreiches. Zu dieser Zeit war das Innenministerium die Regierungsabteilung, die für die Justiz zuständig war, einschließlich Gefängnisstrafen und Bewährungsstrafen, Polizeiarbeit, Aufsicht über MI5 sowie Einwanderung und Staatsangehörigkeitsangelegenheiten. Als Ständiger Sekretär war Gieve für die Verwaltungsfunktionen des Ministeriums und der Beamten verantwortlich und arbeitete mit den Ministern unter der Leitung des Innenministers zusammen. Während Gieves Amtszeit im Innenministerium gab es drei Innenminister: Jack Straw (bis 2001), David Blunkett (2001–2004) und Charles Clarke (ab 2004). Blunkett musste nach einem Skandal, in dem ihm vorgeworfen wurde, sein Amt missbraucht und staatliche Gelder missbraucht zu haben, aus der Regierung ausscheiden.
Im Jahr 2006 wurde Charles Clarke als Innenminister entlassen und durch John Reid ersetzt, der kurz nach seiner Ernennung eine Erklärung vor dem Parlament abgab, in der er das Innenministerium als „zweckuntauglich“ bezeichnete.
Anfang Januar 2006 wurde Gieve zum stellvertretenden Gouverneur für Finanzstabilität bei der Bank of England ernannt. Die Ernennung erfolgte für fünf Jahre und war mit der Mitgliedschaft im einflussreichen Monetary Policy Committee verbunden.
Am 30. April 2006 berichtete die britische Zeitung The Independent, dass Gieve wegen finanzieller Misswirtschaft im Innenministerium während seiner Zeit als Staatssekretär und seiner Beteiligung an der Affäre um entlassene Gefangene zum Rücktritt von der Bank of England gedrängt wurde. Es gab Bedenken, dass Gieve nicht über ausreichende technische Kenntnisse für die Rolle verfügte. Wer auf seinen Rücktritt „gedrängt“ hat, ist nicht klar, es ist nur eine Behauptung in einer Zeitung.
Am 18. Juni 2008 gab die Bank of England bekannt, dass Gieve 2009 zwei Jahre früher zurücktreten werde, nachdem seine Arbeit zur Reform der Bank zur Übernahme der formellen und rechtlichen Verantwortung für die Finanzstabilität abgeschlossen war.

## Privates Leben
Gieve wurde an der Charterhouse School in Godalming in Surrey und am New College in Oxford, ausgebildet. Dort machte er einen Abschluss in Philosophie, Politik und Wirtschaft. Er trat 1974 in den öffentlichen Dienst ein und war in einer Reihe von Abteilungen tätig. Privat ist Gieve als begeisterter Radfahrer, Fußballer und Golfer sowie als treuer Unterstützer des Arsenal Football Club bekannt. Er ist verheiratet und hat zwei Söhne.
Er wurde 1999 zum Companion der Civil Division des Order of the Bath ernannt und in der New Year Honours List 2004 zum Knight Commander derselben Division and Order (KCB) befördert.
John Gieve ist außerdem Ehrenmitglied der Regent’s University London.